# St. Nikolaus (Sarre)
St. Nikolaus est un ortsteil de la commune allemande de Großrosseln en Sarre.

## Galerie

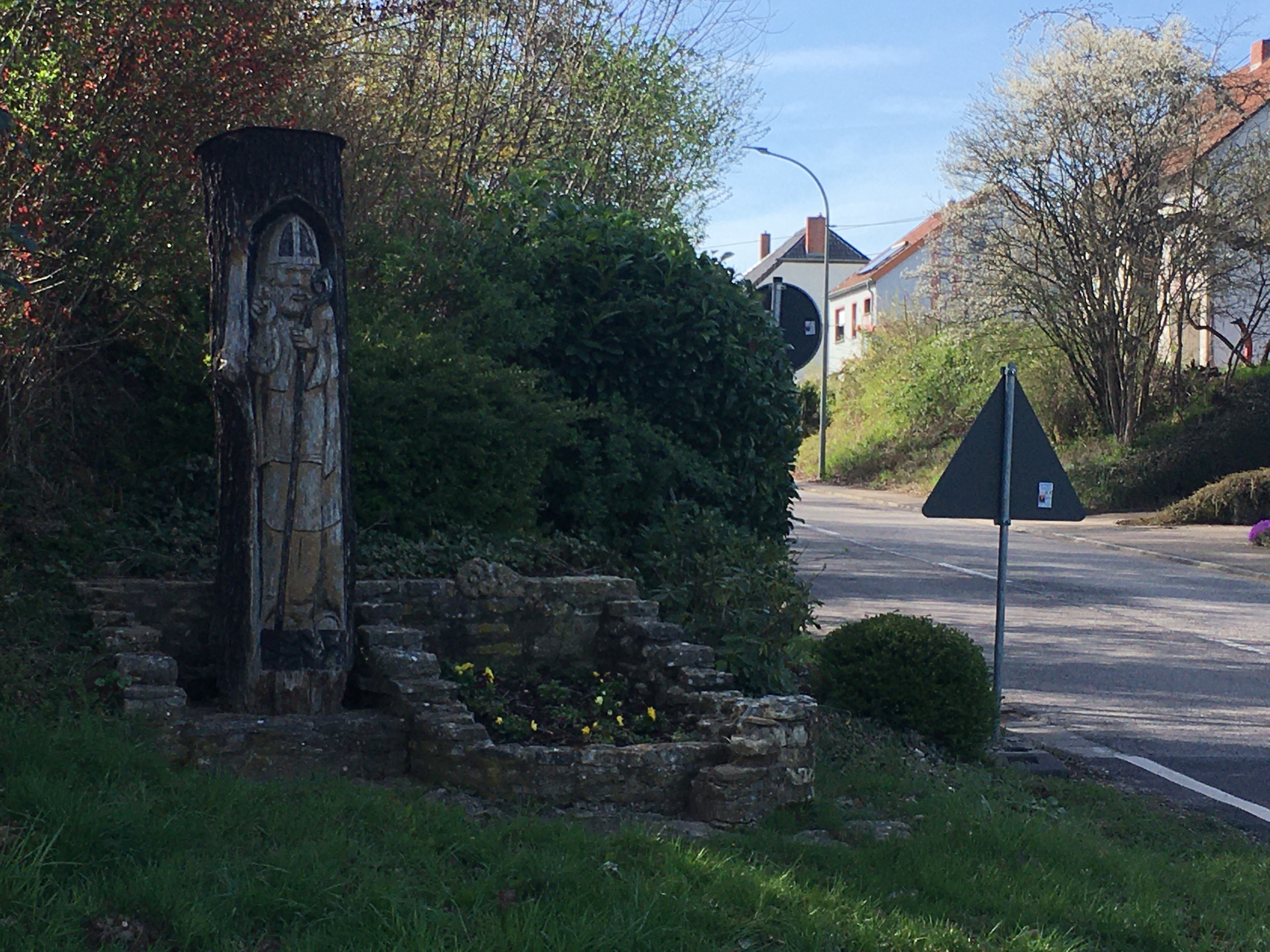
Entrée de St. Nikolaus
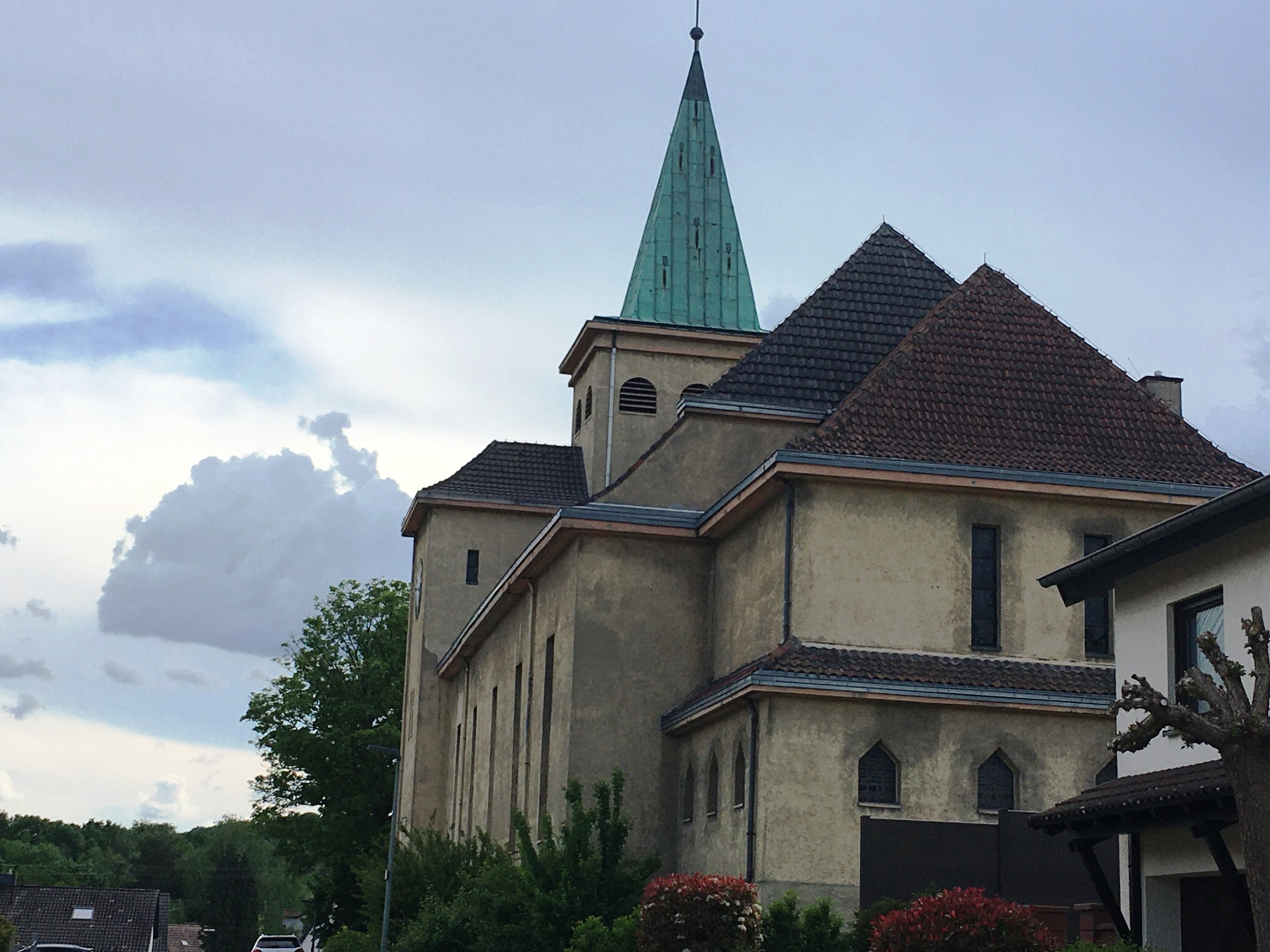
Eglise catholique St. Nikolaus
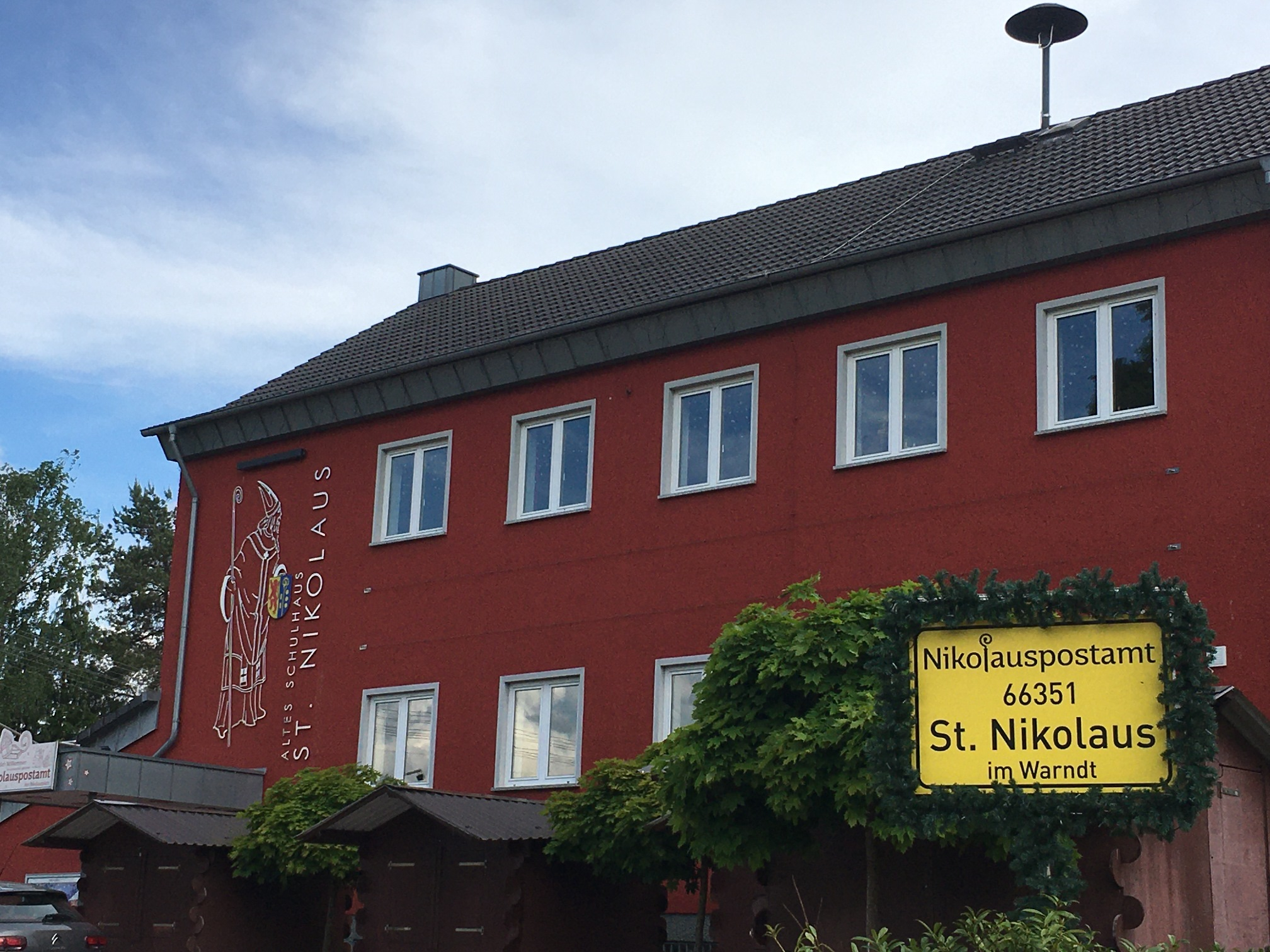
Bureau de poste Saint-Nicolas St. Nikolaus
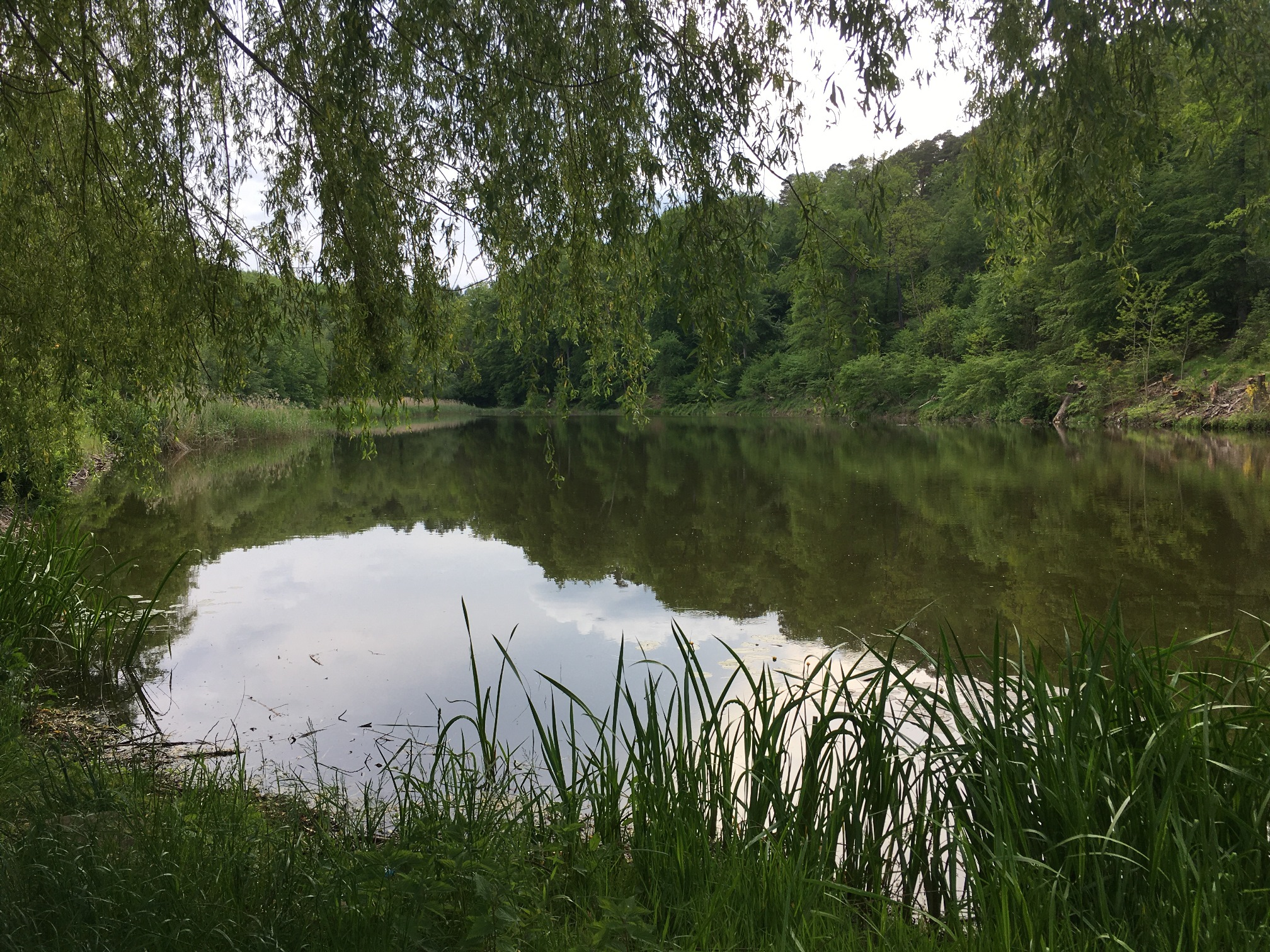
Etang St. Nikolaus
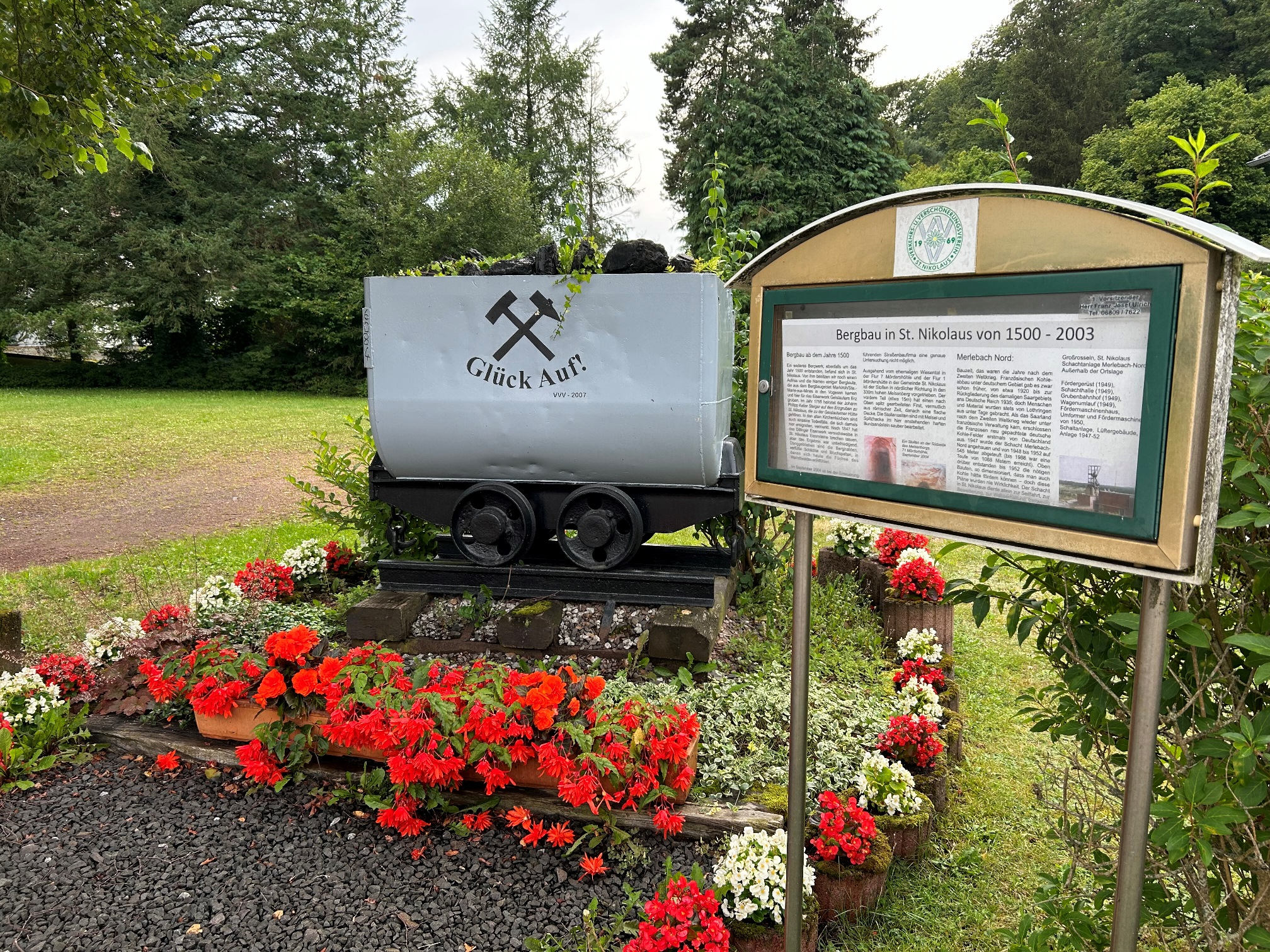
Monument d'exploitation des mines St.Nikolaus
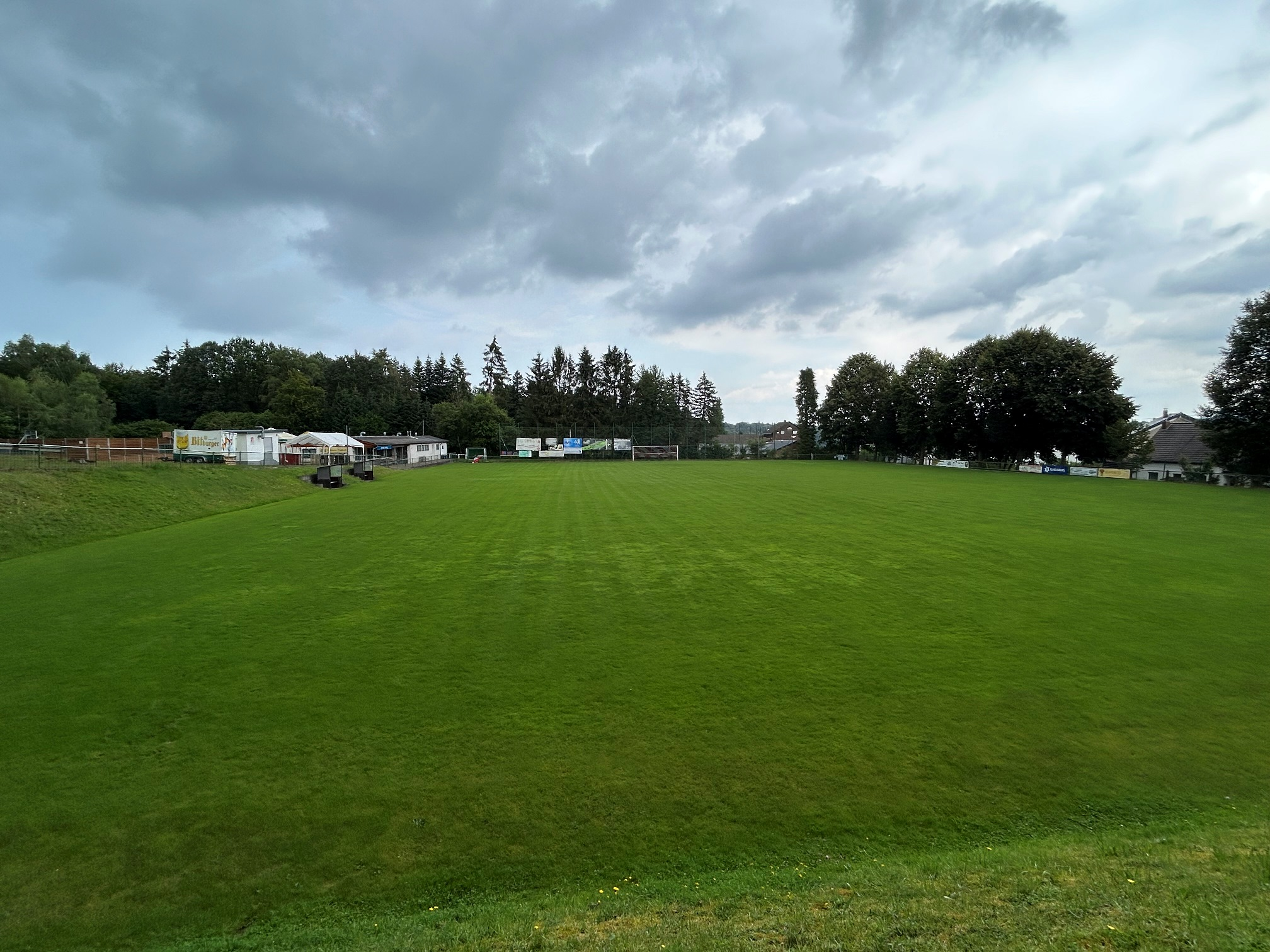
Terrain de sport St. Nikolaus